# Gea Dall'Orto
Gea Dall'Orto (Bagno a Ripoli, Florencia, 22 de octubre de 2002) es una actriz, bailarina y modelo italiana.

## Biografía
Gea Dall'Orto nació el 22 de octubre de 2002 en Bagno a Ripoli, en Florencia (Italia), se enamoró de la actuación a la edad de siete años.

## Carrera
Gea Dall'Orto a la edad de siete años hizo su debut en el teatro como actriz de gira en la compañía de teatro familiar Mannini Dall'Orto Teatro, junto a su abuelo, Italo Dall'Orto (actor y director) e inmediatamente soñó con el cine. Continuó su formación en DVAS - Formazione ENTRARTe en Florencia con Alessio Di Clemente y al mismo tiempo siguió preparándose para roles con entrenadores como Anna Redi y Aurin Proietti. Después de la secundaria decidió inscribirse en la facultad de artes y ciencias escénicas de la Universidad de Roma La Sapienza.
En 2012 debutó como actriz en la película Le piccole idee dirigida por Giacomo Faenza. Al año siguiente, en 2013, protagonizó el cortometraje Broken Dolls de Andrea Zurlo y dirigido por Karin Marzocchini. En 2014 interpretó el papel de Zíngara en la película The Tourist dirigida por Evan Oppenheimer. En el mismo año interpretó el papel de María en el cortometraje Todo o nada dirigido por Maciej Kawalski. En 2015 protagonizó el cortometraje L'esercito dei fantasmi dirigido por Alessandro D'Aquino.
En 2016 interpretó el papel de Alicia de diez años en la película L'Universale dirigida por Federico Micali. En el mismo año ocupó el papel de Martina en la serie È arrivata la felicità. También en 2016 interpretó el papel de Matilda en el cortometraje Grow Up dirigido por Samuel Alfani. Al año siguiente, en 2017, interpretó el papel de Gypsy Girl en la película Un'estate a Firenze dirigida por Evan Oppenheimer.
En 2018 interpretó el papel de Federica en la película Simple women dirigida por Chiara Malta. En el mismo año ocupó el papel de Stella Guarini en el episodio Una questione personale de la serie Don Matteo. También en 2018 protagonizó el cortometraje Fuxia dirigido por Alessandro D'Aquino.
En 2019 interpretó el papel de Chiara Mazzariol en la película Mio fratello rincorre i dinosauri dirigida por Stefano Cipani. Al año siguiente, en 2020, ocupó el papel de Joy Merani en la serie Los relojes del diablo (Gli orologi del diavolo). En el mismo año interpretó el papel de Ofelia en el cortometraje Rosa di maggio dirigido por Graziano Staino.
En 2021 y 2023 fue elegida para interpretar el papel de Miranda Leoni en la serie Luce dei tuoi occhi y donde actuó junto a actores como Anna Valle y Giuseppe Zeno. En el mismo año interpretó el papel de Francesca a los diecisiete años en la película Tres pisos, dirigida por Nanni Moretti.
En 2022 interpretó el papel de Marta en la miniserie de RaiPlay Cabala - Le vergini del fuoco. En el mismo año ocupó el papel de Martina en la película para televisión Rinascere dirigida por Umberto Marino.

## Filmografía

### Cine
| Año  | Título                            | Personaje                       | Director         |
| ---- | --------------------------------- | ------------------------------- | ---------------- |
| 2012 | Le piccole idee                   |                                 | Giacomo Faenza   |
| 2014 | The Tourist                       | Zíngara                         | Evan Oppenheimer |
| 2016 | L'Universale                      | Alicia a las diez               | Federico Micali  |
| 2017 | Un'estate a Firenze               | Gypsy Girl                      | Evan Oppenheimer |
| 2018 | Simple women                      | Federica                        | Chiara Malta     |
| 2019 | Mio fratello rincorre i dinosauri | Chiara Mazzariol                | Stefano Cipani   |
| 2021 | Tres pisos                        | Francesca a los diecisiete años | Nanni Moretti    |

### Televisión
| Año        | Título                                           | Personaje      | Notas                                                |
| ---------- | ------------------------------------------------ | -------------- | ---------------------------------------------------- |
| 2016       | È arrivata la felicità                           | Martina        | 3 episodios                                          |
| 2018       | Don Matteo                                       | Stella Guarini | Episodio Una questione personale                     |
| 2020       | Los relojes del diablo (Gli orologi del diavolo) | Joy Merani     | 8 episodios                                          |
| 2021, 2023 | Luce dei tuoi occhi                              | Miranda Leoni  | 12 episodios                                         |
| 2022       | Cabala - Le vergini del fuoco                    | Marta          | Miniserie de televisión                              |
| 2022       | Rinascere                                        | Martina        | Película para televisión dirigida por Umberto Marino |

### Cortometrajes
| Año  | Título                  | Personaje           | Autor               | Director          |
| ---- | ----------------------- | ------------------- | ------------------- | ----------------- |
| 2013 | Broken Dolls            |                     | Andrea Zurlo        | Karin Marzocchini |
| 2014 | All or nothing          |                     | Maciej Kawalski     |                   |
| 2015 | L'esercito dei fantasmi | Alessandro D'Aquino |                     |                   |
| 2016 | Grow Up                 | Matilda             | Samuel Alfani       |                   |
| 2018 | Fuxia                   |                     | Alessandro D'Aquino |                   |
| 2020 | Rosa di maggio          | Ofelia              | Graziano Staino     |                   |

## Teatro
| Año       | Título                           | Autor            | Luego                                                      |
| --------- | -------------------------------- | ---------------- | ---------------------------------------------------------- |
| 2011-2012 | Sei personaggi in cerca d'autore | Luigi Pirandello | Con la Compañía Branciaroli, en el Teatro Carcano de Milán |
| 2013      | Il Mago di Oz                    |                  | Florencia                                                  |

## Comerciales
| Año       | Título          | Lugar de presentación | Lugar de presentación                  |
| --------- | --------------- | --------------------- | -------------------------------------- |
| 2011-2012 | Glamour Girl    | Francia               | En los estudios Diaframma de Florencia |
| 2015      | Play Station    | Francia               | En el estudio Mark en Prato            |
| 2015      | Guerre stellari |                       | En los estudios Diaframma de Florencia |